# Seznam kulturních památek v Žabovřeskách (okres České Budějovice)
Tento seznam nemovitých kulturních památek v obci Žabovřesky v okrese České Budějovice vychází z  Ústředního seznamu kulturních památek ČR, který na základě zákona č. 20/1987 Sb., o státní památkové péči, vede Národní památkový ústav jako ústřední organizace státní památkové péče. Údaje jsou průběžně upřesňovány, přesto mohou obsahovat i řadu věcných a formálních chyb a nepřesností či být neaktuální. 
Pokud byly některé části dotčeného území vyčleněny do samostatných seznamů, měly by být odkazy na tyto dílčí seznamy uvedeny v úvodu tohoto seznamu nebo v úvodu příslušné sekce seznamu.

## Žabovřesky
| Památka                                                  | Fotografie                                                                     | Rejstříkové číslo v ÚSKP                                                             | Sídelní útvar                                               | Poloha                                                 | Popis a poznámky                                                                        |
| -------------------------------------------------------- | ------------------------------------------------------------------------------ | ------------------------------------------------------------------------------------ | ----------------------------------------------------------- | ------------------------------------------------------ | --------------------------------------------------------------------------------------- |
| Výklenková kaplička svatého Jana Nepomuckého (Q38232405) | \| \| \| \| \| \|                                                              | 35016/3-618 Pam. katalog MIS                                                         | Žabovřesky                                                  | za kulturním domem 49°0′1,85″ s. š., 14°20′4,79″ v. d. | Výklenková kaplička sv. Jana Nepomuckého · Zapsáno do státního seznamu před rokem 1988. |
|                                                          | Kategorie „Chapel of Saint John of Nepomuk (Žabovřesky) “ na Wikimedia Commons | Hledat fotografie a kategorie ve Wikimedia Commons podle rejstříkového čísla památky | Nahrát snímek k tomuto tématu do úložiště Wikimedia Commons |                                                        |                                                                                         |

## Dehtáře
| Památka               | Fotografie                                            | Rejstříkové číslo v ÚSKP                                                             | Sídelní útvar                                               | Poloha                                            | Popis a poznámky                                         |
| --------------------- | ----------------------------------------------------- | ------------------------------------------------------------------------------------ | ----------------------------------------------------------- | ------------------------------------------------- | -------------------------------------------------------- |
| Boží muka (Q37171768) | \| \| \| \| \| \|                                     | 33291/3-617 Pam. katalog MIS                                                         | Dehtáře                                                     | směr Břehov 49°0′38,36″ s. š., 14°18′51,99″ v. d. | Boží muka · Zapsáno do státního seznamu před rokem 1988. |
|                       | Kategorie „Boží muka (Dehtáře) “ na Wikimedia Commons | Hledat fotografie a kategorie ve Wikimedia Commons podle rejstříkového čísla památky | Nahrát snímek k tomuto tématu do úložiště Wikimedia Commons |                                                   |                                                          |